# فهرست سفیران ایران در پاکستان
فهرست سفیران ایران در پاکستان

## تاریخچه
سفارت ایران در کراچی ۲ آبان ماه ۱۳۲۶ تأسیس شد و تا اردیبهشت ماه ۱۳۲۸ به وسیله مهدی فروبار مستشار و کاردار سفارت اداره می‌گردید.

## پهلوی

### شاهنشاهی ایران
- مهدی فروبار (کاردار)
- سید علی نصر اردیبهشت 1328 - شهریور 1329
- مسعود معاضد شهریور 1329 - بهمن ۱۳۳۰
- جواد کوثر بهمن 1330 تا اردیبهشت 1331
- عباس امیراصلان کاردار موقت، اردیبهشت 1331- مهر 1331
- حسام‌الدین خسروپرویز کاردار موقت، مهر 1331- اردیبهشت 1332
- محسن مدحت کاردار موقت، خرداد 1332- مرداد 1333
- ابوالقاسم نجم ۱۳۳۲ - ۱۳۳۳
- عبدالحسین مسعود انصاری (سفیر کبیر)، مرداد 1331- مرداد 1334
- نادر باتمانقلیچ ۱۳۳۴ - ۱۳۳۶
- عبدالحسین حجازی اردیبهشت ۱۳۳۶ - فروردین ۱۳۳۷
- احمد قدیمی خرداد ۱۳۳۷ - اردیبهشت ۱۳۳۹
- موسی نوری اسفندیاری بهمن ۱۳۳۹ - آذر ۱۳۴۰
- حسن ارفع بهمن ۱۳۴۰ - دی ۱۳۴۱
- جعفر کفایی بهمن ۱۳۴۱ - اردیبهشت ۱۳۴۴
- هوشنگ انصاری اردیبهشت ۱۳۴۴ - مرداد ۱۳۴۵
- حسن پاکروان شهریور ۱۳۴۵ - مهر ۱۳۴۸
- محمدحسین مشایخ فریدنی ۲۸ شهریور ۱۳۴۸[۲] - آبان ۱۳۵۱
- منوچهر ظلی آبان ۱۳۵۱ - تیر ۱۳۵۶
- فریدون زندفرد تیر ۱۳۵۶ - تیر ۱۳۵۷
- نعمت‌الله نصیری تیر ۱۳۵۷ - آبان ۱۳۵۷
- احمد مینائی آبان ۱۳۵۷ - اردیبهشت ۱۳۵۸

## جمهوری اسلامی

### جمهوری اسلامی ایران
- عباس آقازمانی ۱۳۶۰ - ۱۳۶۳
- میرمحمود موسوی ۱۳۶۳ - ۱۳۶۸
- جواد منصوری ۲ دی ۱۳۶۸ - ۹ مهر ۱۳۷۲
- محمدمهدی آخوندزاده ۱ بهمن ۱۳۷۲ - ۳۰ آذر ۱۳۷۷
- سید سراج‌الدین موسوی ۱۳۷۷ - ۱۳۸۱
- محمدابراهیم طاهریان‌فرد ۴ شهریور ۱۳۸۱ - ۲۹ شهریور ۱۳۸۵
- ماشاءالله شاکری ۳۰ شهریور ۱۳۸۶ - ۱۳۹۰
- علیرضا حقیقیان ۱۳۹۰ - ۱۳۹۴
- مهدی هنردوست دی ۱۳۹۴ تا دی ۱۳۹۸
- سید محمدعلی حسینی ۱۳۹۸-۱۴۰۲
- رضا امیری‌مقدم[۳]۱۴۰۲ تاکنون

## جستارهای ویژه
- روابط ایران و پاکستان